# Perdigão
Perdigão är en kommun i Brasilien.   Den ligger i delstaten Minas Gerais, i den sydöstra delen av landet, 500 km sydost om huvudstaden Brasília. Antalet invånare är 8 912.
Omgivningarna runt Perdigão är huvudsakligen savann. Runt Perdigão är det ganska glesbefolkat, med 25 invånare per kvadratkilometer.